# Остров Хейса
О́стров Хе́йса — небольшой остров в составе российского архипелага Земля Франца-Иосифа. Находится на территории государственного природного заказника федерального значения «Земля Франца-Иосифа».
Остров был открыт в 1901 году экспедицией Болдуина-Циглера. Назван в честь американского полярного исследователя Айзека Хейса (1832—1881).
С лета 1957 года на острове расположена обсерватория имени Эрнста Кренкеля, являющаяся станцией ракетного зондирования атмосферы. Со стартовой площадки на острове Хейса в период с ноября 1957 по декабрь 1990 года было совершено 1950 успешных запусков метеорологических ракет М-100 с высотой подъёма до 100 км.
Высшая точка острова — ледяной купол Гидрографов — 242 метра. Крупнейшее озеро — Космическое. По восточной части острова протекает река Романтиков с притоками.
Немного к северу от острова Хейса расположен остров Ферсмана.

## История

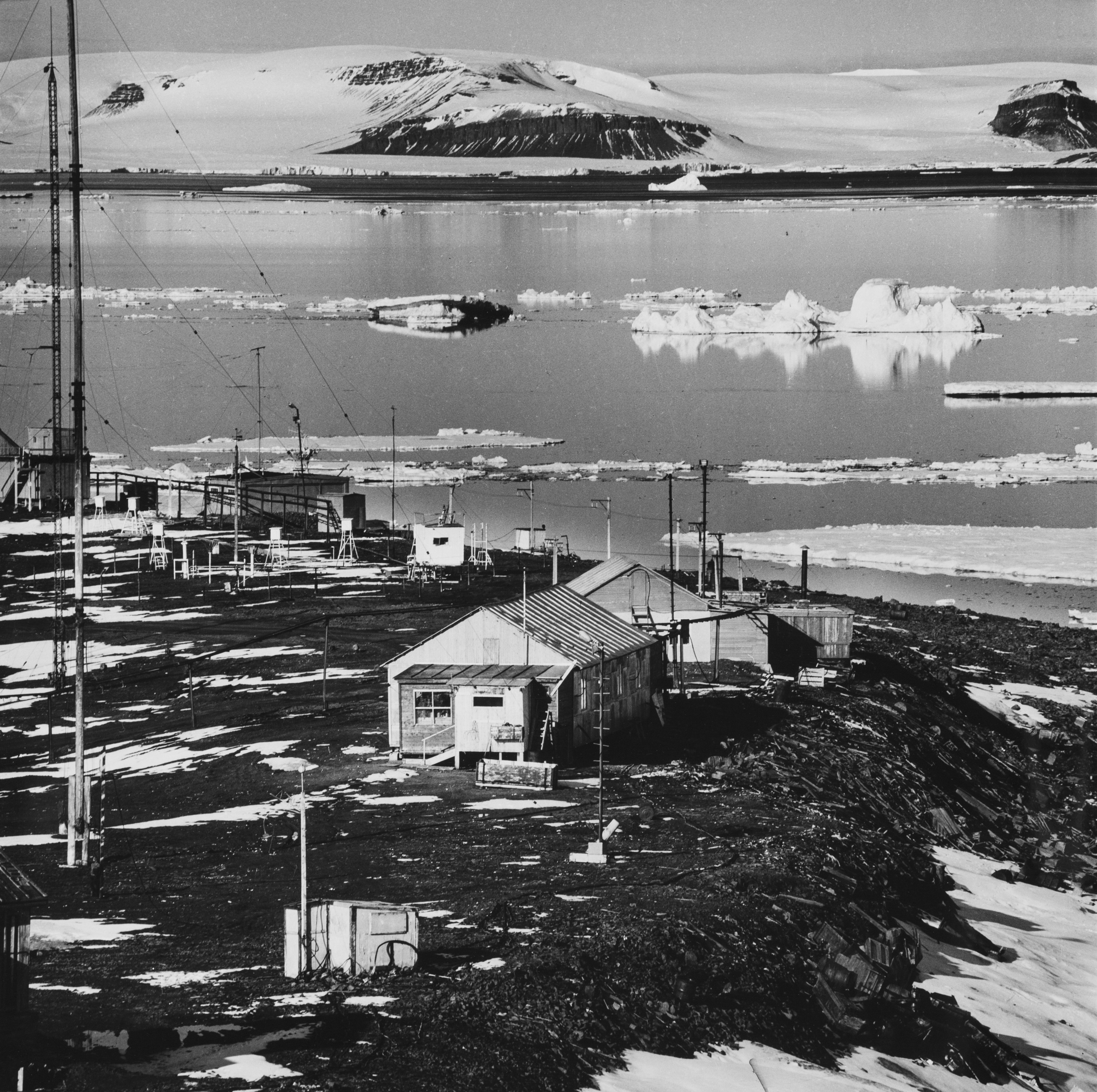
Полярная обсерватория на острове Хейса (ЗФИ)

- Остров назван американской экспедицией в честь американца Хейса (англ. Hayes), однако на современные англоязычные карты название внесено в обратной транслитерации с русского языка — как остров «Heiss» и станция «Kheysa»[1].
- На острове Хейса Владимир Санин написал одну из своих самых известных книг — «Не говори ты Арктике — прощай».
- 12 февраля 1981 года при заходе на посадку на остров Хейса потерпел катастрофу самолёт Ил-14, вёзший оборудование и учёных для обсерватории. По состоянию на 2023 год самолёт продолжает оставаться на месте крушения.
- На территории острова Хейса в 2005 году по сообщениям прессы, было открыто самое северное в мире почтовое отделение «Архангельск 163100», которое должно было работать в течение 1 часа, с 10 до 11 часов во вторник, среду, четверг и пятницу[3]. Однако, сейчас сайт Почты России уверенно заявляет, что работает оно только по средам[4].
- 11 августа 2022 года на острове Хейса заработали два пункта фундаментальной астрономо-геодезической сети (ФАГС). Пункты построены геодезистами «Роскартографии». Оба пункта оснащены спутниковой аппаратурой геодезического класса точности (Leica и Javad) и непрерывно передают навигационную информацию в Центр точных эфемерид Центра «Геодезии, картографии и ИПД».

## Климат
| Показатель                    | Янв.  | Фев.  | Март  | Апр.  | Май   | Июнь  | Июль | Авг. | Сен.  | Окт.  | Нояб. | Дек.  | Год   |
| ----------------------------- | ----- | ----- | ----- | ----- | ----- | ----- | ---- | ---- | ----- | ----- | ----- | ----- | ----- |
| Абсолютный максимум, °C       | 0,2   | 0     | 1,1   | 0,7   | 2,6   | 7     | 10   | 8,4  | 5     | 3,8   | 2,2   | 1,7   | 10    |
| Средний суточный максимум, °C | −19,4 | −19,8 | −17,5 | −9,4  | −6,7  | 0     | 1,9  | 1,3  | −1,3  | −6    | −14   | −16,6 | −10,1 |
| Средняя температура, °C       | −22,7 | −23,1 | −23   | −18,8 | −8,8  | −1,4  | 0,7  | 0,1  | −2,7  | −10,3 | −17   | −22,1 | −12,4 |
| Средний суточный минимум, °C  | −26   | −26,4 | −26,7 | −21,8 | −10,9 | −2,8  | −0,3 | −0,9 | −4,1  | −12,6 | −20   | −25,2 | −14   |
| Абсолютный минимум, °C        | −42,2 | −43,9 | −42,8 | −38,9 | −29   | −12,8 | −5   | −8,7 | −22,5 | −31,5 | −37,8 | −42   | −43,9 |
| Норма осадков, мм             | 30    | 28    | 19    | 16    | 12    | 10    | 17   | 21   | 25    | 21    | 21    | 18    | 238   |
| Источник: Погода и климат     |       |       |       |       |       |       |      |      |       |       |       |       |       |